# Breakout
Breakout är ett Pong-liknande arkadspel skapat av Atari 1976. Precis som i Pong styr spelaren en fyrkantig platta som ska träffa en boll. Istället för att ha en motspelare som i Pong ska man träffa plattor som försvinner vid träff. Då alla plattor försvunnit går spelet vidare till nästa bana.
Det har kommit många efterföljare till Breakout, som Super Breakout och Arkanoid.